# Yerson Chacón
Yerson Ronaldo Chacón Ramírez (San Cristóbal, 4 juni 2003) is een Venezolaans voetballer.

## Clubcarrière
Chacón startte zijn seniorencarrière bij Deportivo Táchira. Op 14 april 2018 mocht hij een eerste keer invallen in een competitiewedstrijd tegen Trujillanos FC (2-0-winst). In 2019 kwam hij niet aan spelen toe in het eerste elftal, maar in 2020 kreeg hij weer een kans, waarop hij in dertien competitiewedstrijden twee keer scoorde. De doorbraak volgde in 2021: naast acht competitiedoelpunten (inclusief play-offs) scoorde hij in de Copa Libertadores ook tegen Club Always Ready.

## Interlandcarrière
Chacón maakte op 28 januari 2022 zijn interlanddebuut voor Venezuela: in de WK-kwalificatiewedstrijd tegen Bolivia (4-1-winst) liet bondscoach José Pékerman hem in de 85e minuut invallen. Chacón was daarvoor ook actief als Venezolaans jeugdinternational.
| Interlands van Yerson Chacón     | Interlands van Yerson Chacón     | Interlands van Yerson Chacón     | Interlands van Yerson Chacón     | Interlands van Yerson Chacón     | Interlands van Yerson Chacón     | Interlands van Yerson Chacón     |
| No.                              | Datum                            | Wedstrijd                        | Uitslag                          | Soort Wedstrijd                  | Doelpunten                       |                                  |
| Als speler bij Deportivo Táchira | Als speler bij Deportivo Táchira | Als speler bij Deportivo Táchira | Als speler bij Deportivo Táchira | Als speler bij Deportivo Táchira | Als speler bij Deportivo Táchira | Als speler bij Deportivo Táchira |
| -------------------------------- | -------------------------------- | -------------------------------- | -------------------------------- | -------------------------------- | -------------------------------- | -------------------------------- |
| 1.                               | 28 januari 2022                  | Venezuela – Bolivia              | 4 – 1                            | Kwalificatie WK 2022             | -                                |                                  |
| 2.                               | 10 december 2023                 | Colombia – Venezuela             | 1 – 0                            | Vriendschappelijk                | -                                |                                  |
| Totaal                           | Totaal                           | Totaal                           | Totaal                           | Totaal                           | -                                |                                  |

Bijgewerkt tot 4 maart 2024

## Privé
- Chacón is de zoon van Gerzon Chacón, die in 1999 als achttienjarige geselecteerd werd voor de Copa América maar daar toen niet in actie kwam. Gerzon speelde jarenlang voor Deportivo Táchira, de club waar Yerson zijn seniorencarrière startte.
- Zijn neef Jeizon Ramírez startte eveneens zijn seniorencarrière bij Deportivo Táchira. Sinds 2020 speelt hij in de Verenigde Staten.